# Sini

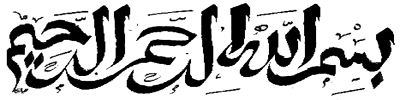
Ejemplo de caligrafía sini.

La caligrafía sini es una forma de escritura árabe de los chinos musulmanes. Aunque sini puede hacer referencia a cualquier tipografía islámica china, suele acotarse a una ampliamente utilizada en las mezquitas del este de China. La caligrafía sini tiene evidentes influencias de la china y se escribe con pinceles de crin de caballo.
Se ha solido emplear con motivos florales y formas abstractas que no contrarían las enseñanzas del islam.
Un famoso calígrafo sini contemporáneo es Hajji Noor Deen Mi Guangjiang.